# Заточена (филм из 2016)
Заточена (енгл. Oppression) француски је филмски трилер на енглеском језику из 2016. године. Режију потписује Фарен Блекберн, по сценарију Кристине Ходсон, док главну улогу тумачи Наоми Вотс.
Приказиван је у биоскопима од 11. новембра 2016. године. Добио је негативне рецензије критичара и зарадио преко 13 милиона долара широм света.

## Радња
Удовица и дечји психолог, која живи у изололованом руралном подручју у Новој Енглеској, заточена је у смртоносној олуји, те мора да пронађе начин да спаси дечака пре него нестане заувек.

## Улоге
| Глумац            | Улога           |
| ----------------- | --------------- |
| Наоми Вотс        | Мери Портман    |
| Оливер Плат       | др Бенет Вилсон |
| Чарли Хитон       | Стивен Портман  |
| Дејвид Кибит      | Даг Харт        |
| Џејкоб Тремблеј   | Том Патерсон    |
| Клементина Пуадац | Луси            |
| Кристал Балинт    | Грејс Мичел     |
| Алекс Браунстајн  | Арон Харт       |
| Питер Аутербриџ   | Ричард Портман  |